# Laura Feiersinger
Laura Feiersinger (Saalfelden, 1993. április 5. –) osztrák válogatott labdarúgó, az olasz Roma játékosa. Édesapja Wolfgang Feiersinger, korábbi osztrák válogatott labdarúgó.

## Pályafutása
2001-ben Ofteringben kezdte pályafutását, majd az 1. Saalfeldner SK korosztályos együttesénél 2007-ig játszott.
15 évesen a másodosztályú USK Hof keretének tagja lett. A csapat nem szerepelt jól a bajnokságban, így rájátszásra kényszerült. Feiersinger ekkor lépett első alkalommal a pályára és mindkét mérkőzést győzelemmel zárta.
2010-ben igazolt a német Herforder SV-hez és augusztus 15-én lejátszotta első Bundesliga mérkőzését a Bayern München ellen.
Klubja 2020 nyarától az Eintracht Frankfurt női szakosztályaként működik.

## Sikerei, díjai

### Klubcsapatokban
Német bajnok (2):
- Bayern München: 2014–2015, 2015–2016

Német kupagyőztes (1):
- Bayern München: 2011–2012

Bundesliga-kupa győztes (1):
- Bayern München: 2011

### A válogatottban
Ausztria
- Ciprus-kupa győztes: 2016[3]